# Frank Kostrzewa
Frank Kostrzewa (* 8. Juli 1960 in Gütersloh) ist seit 2007 Professor für Linguistik und Sprachdidaktik an der Pädagogischen Hochschule Karlsruhe.
Zu seinen Lehrgebieten gehören Linguistik, Germanistik, Anglistik, Koreanistik, Didaktik, Deutsch als Fremd- und Zweitsprache.

## Leben und akademische Karriere
Kostrzewa studierte Anglistik und Pädagogik für das Lehramt in der Sekundarstufe II an der Universität Bielefeld. Von 1990 bis 1992 war er wissenschaftlicher Mitarbeiter im Lehr- und Forschungsgebiet „Deutsch als Fremdsprache“ an der Universität Bielefeld, wo er 1992 zum Dr. phil. promoviert wurde.  Von 1993 bis 1997 war er Lehrbeauftragter an der Universität Keimyung  und der Kyungpook-Nationaluniversität in Taegu in Korea. Nach seiner Rückkehr aus Korea 1997 ging er als Englisch- und Pädagogiklehrer an das Gymnasium Wilnsdorf (NRW). Nach einem DAAD-Aufenthalt in Ungarn arbeitete er von April 2001 bis Juli 2003 als wissenschaftlicher Mitarbeiter im Sprachbereich Deutsch als Fremdsprache am Sprachenzentrum der Universität Rostock und anschließend bis 2007 in ähnlicher Funktion an der Universität Köln.  2007 erhielt er den Ruf auf eine W 3-Professur für Linguistik und Sprachdidaktik an der Pädagogischen Hochschule Karlsruhe.
Seine Forschungsgebiete sind Kontrastive Linguistik, Sprachvergleich, Sprachtypologie, Wortbildung, Lexikologie und Lexikographie, Phraseologie, Semantik, Pragmatik, Sprachgeschichte, Psycholinguistik, Sprachpsychologie, Angewandte Linguistik, Deutsch als Fremdsprache, Interkulturelle Kommunikation.

## Schriften (Auswahl)
Kostrzewa hat zahlreiche Aufsätze zu unterschiedlichen Themen in Fachzeitschriften veröffentlicht.
- Kontrastiv-linguistische Analysen der koreanischen Sprache: Koreanisch – Deutsch. München 2014.
- Fremde Sprachen. Ihre Strukturen und Besonderheiten. München 2014.
- Famous mathematicians and their problems. München 2014.
- Deutsch als Fremdsprache in Korea – Gesellschaftliche Bedingungen, strukturelle Sprachvergleiche und Erwerbsanalysen. München 2009.
- Merkmale verstehens- und behaltensfördernder kontextueller Bedeutungserklärungen. Egelsbach/Köln/New York 1992. Deutsche Hochschulschriften Nr. 510.
- Zentrale Themenbereiche für den Unterricht mit spätausgesiedelten Kindern und Jugendlichen. Egelsbach/Koeln/New York 1992. Deutsche Hochschulschriften Nr. 554.
- Elemente deskriptiver und inferentieller Statistik und ihre Vorläufer. Egelsbach/Köln/New York 1993. Deutsche Hochschulschriften Nr. 696.
- Die aktuelle Weiterentwicklung in der Anlage-Umwelt-Debatte der Intelligenz. Egelsbach/Frankfurt/Washington 1993. Deutsche Hochschulschriften Nr. 702.
- Ernest Hemingway’s „Now I lay me“ und „Soldier’s Home“ – Analyse und didaktische Umsetzung. Egelsbach/Frankfurt/Washington 1993. Deutsche Hochschulschriften Nr. 734.
- Worterklärungen durch Beispiele. Merkmale verstehens- und behaltensfördernder kontextueller Bedeutungserklaerungen. Egelsbach/Frankfurt/Washington 1994. Deutsche Hochschulschriften Nr. 1039.
- Deutsch als Fremdsprache in Korea – Gesellschaftliche Bedingungen, strukturelle Sprachvergleiche und Erwerbsanalysen. München 2009.